# 全球環境政治
《全球環境政治》（Global Environmental Politics）是一份2000年起發行的學術期刊。該期刊每年出版4次，內容為研究全球政治因素對環境轉變的影響，也可探討國家、社會、科技和草根運動對環境的改變。目前，期刊的主編是加州大學柏克萊分校的Kate O'Neill和新罕布什爾大學的Stacy D. VanDeveer。據2012年發佈的期刊引證報告指，《全球環境政治》的影響因子是2.63，在政治科學類期刊中排名第3，並在環境科學期刊中名列第10。

## 資料來源
1. ↑  .   [2014-05-19]. （原始内容存档于2021-02-14）.

## 外部連結
- 官方网站